# Ignacio de Bustamante
Ignacio de Bustamante (n. Banamichi, Sonora, 26 de octubre de  1770-f. Arizpe, Sonora, 30 de abril de 1839) Gobernador del Estado de Sonora, y fueron sus padres don Joaquín Bustamante y su esposa doña Rita Escalante y Corella. Ministro tesorero de la Real Caja de Arizpe a partir de 1808, se hizo cargo del Gobierno de Sonora y Sinaloa el 1 de octubre de 1813 por entrega de Alejo García Conde, quien lo dejó autorizado para rendir el juicio de residencia y ejerció el mando hasta noviembre siguiente en que volvió a la tesorería. Nuevamente se hizo cargo del Gobierno en marzo de 1814, de enero al 1 de agosto de 1818 y del 30 de diciembre al 27 de junio de 1819, como alcalde de 1a. elección.
Al consumarse la Independencia volvió a recibir el mando político de las provincias el 7 de septiembre de 1821, en virtud de que  el brigadier Cordero se negó a secundar el Plan de Iguala, y lo ejerció hasta el 23 de julio de 1822,  en que entregó al 1.er. vocal de la Diputación Provincial, en la cual también ocupó un asiento por elección popular.
Vicegobernador constitucional del Estado en el cuatrienio de 1832 a 1836, alternó constantemente con el propietario del Poder Ejecutivo pues estuvo en funciones en agosto y diciembre de 1832; febrero y junio de 1833; de julio a octubre de 1834 y en enero, abril y junio de 1835. En ocasiones subsistió en situación dual, pues mientras el gobernador salía de la capital llevando al secretario de Gobierno, en la misma quedaba el Vicegobernador asistido por el oficial mayor y cada uno despachaba los negocios que se le dirigían. En 1835 se opuso a los proyectos del coronel Ignacio Mora, comandante general quien pretendió enviar comisionados de paz a tratar con los apaches por considerar humillantes estos propósitos para el Gobierno Local y en discordancia con al realidad del problema, pues Mora quería tratar con los bárbaros de igual a igual como si se hubiera tratado de un pueblo organizado. Murió en Arizpe el 30 de abril de 1839.